# Герб Молоковского района
 Герб муниципального образования «Молоко́вский район» Тверской области Российской Федерации.
Герб утверждён Решением № 108 Собрания депутатов Молоковского района Тверской области 17 апреля 2002 года.
Герб внесён в Государственный геральдический регистр Российской Федерации под регистрационным номером 1031.

## Описание герба
«Щит дважды пересечён; в червлёном поле три равноконечных серебряных креста; в серебряном поле зелёный волнистый пояс; в зелёном поле три золотых безанта».

## Обоснование символики
Фигуры герба отражают исторические, географические и социально-экономические особенности района.
Три креста символизируют прошлое района, когда Молоково было вотчиной Троице-Сергиева монастыря. Крест — символ победы и доблести. Земли района неоднократно были ареной сражений.
Две волнообразные полосы символизируют две реки: Могочу и Мелечу, между которыми и расположена большая часть территории района.
Три золотых безанта (монеты) означают богатство прошлого, настоящего и будущего (недаром их три). Молоково славилось ярмарками и деловой хваткой жителей.
Широко известна высококачественная молочная продукция молоковских предприятий — залог успешного развития района в будущем.

## История герба
Герб района разработан при содействии Союза геральдистов России.
Авторы герба: Владимир Лавренов и Константин Моченов.